# Jean Bottéro
Pour les articles homonymes, voir Bottero.
Jean Bottéro, né le 30 août 1914 à Vallauris et mort le 15 décembre 2007 à Gif-sur-Yvette, est un historien français, assyriologue, spécialiste de la Bible, du Proche-Orient ancien et l'un des plus grands spécialistes internationaux de la Mésopotamie.

## Biographie

### Vocation religieuse
Jean Bottéro est né à Vallauris, où son père Alexandre Bottéro était potier, sa famille est d'origine piémontaise. A l'âge de onze ans, il entre au petit séminaire de Nice. Il fait son noviciat au couvent dominicain de Biarritz en 1931. Il prend l'habit le 25 décembre 1932 au prieuré de Saint-Maximin. Il s'intéresse à la théologie et à la métaphysique. Il est distingué par le père Marie-Joseph Lagrange, le fondateur de l’École biblique de Jérusalem, qui discerne sa vocation à l’exégèse et à l’archéologie.

### Retour à l'état laïc
Il enseigne la philosophie grecque, l'hébreu puis l'exégèse biblique à Saint-Maximin, mais ses cours vont à l'encontre des instructions officielles et  il est suspendu alors qu'il refuse de créditer la Genèse d'un certificat d'historicité. Il s'installe alors dans un couvent dominicain à Paris, rue de la Glacière. Il poursuit ses recherches, il étudie l'akkadien et traduit le Code de Hammurabi, avec René Labat.
Interdit de retour à Saint-Maximin, où sa présence est considérée comme « un danger pour les jeunes », Bottéro intègre le CNRS en 1947, il est contraint de demander sa « réduction à l'état laïc » en 1950.

### Apport à l'histoire de la Mésopotamie

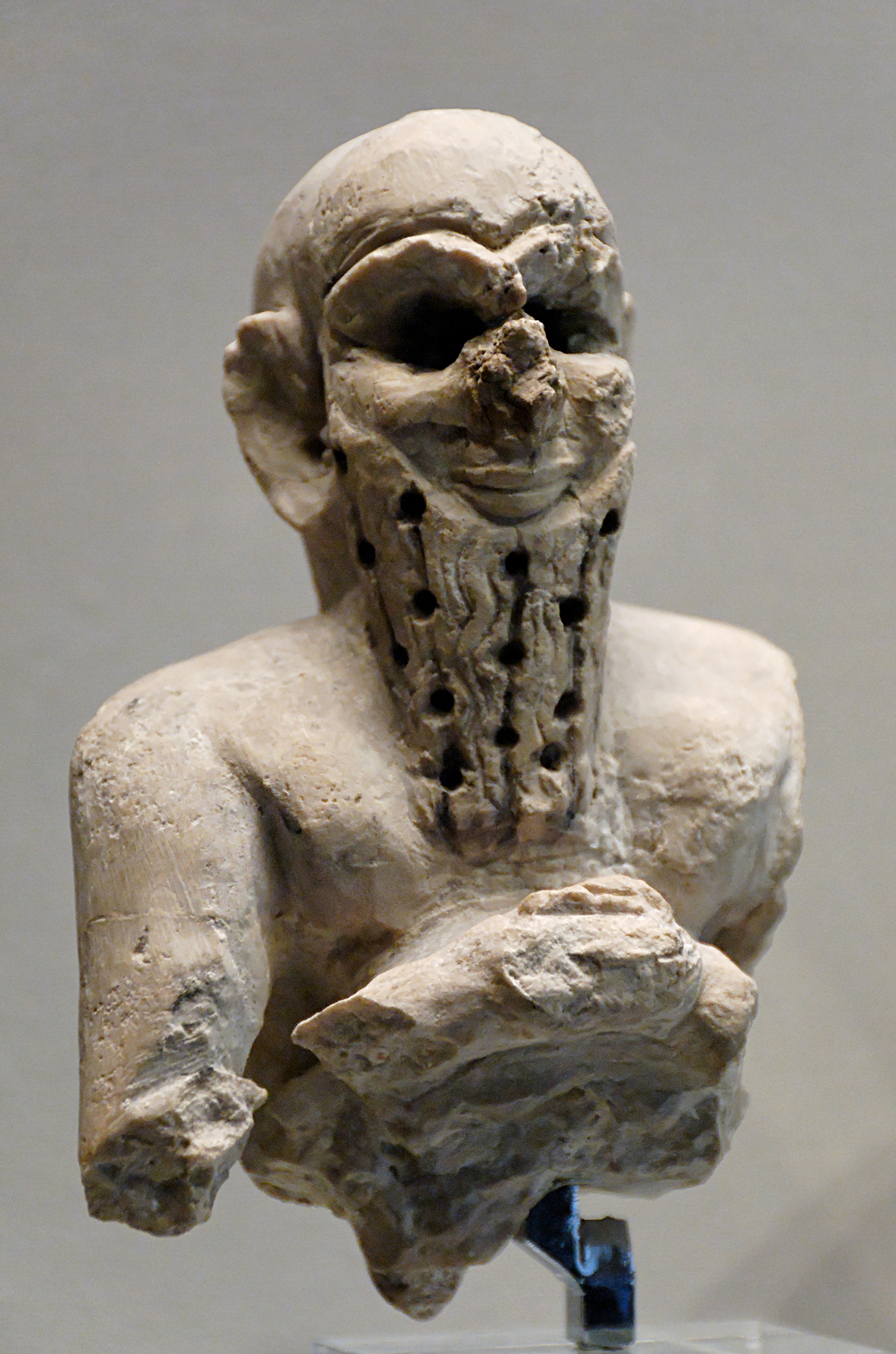
Buste d'un orant, temple d'Ishtar à Mari, musée du Louvre.

En 1947, il est chercheur au CNRS et participe à des fouilles au Proche-Orient. En 1958, l'École pratique des hautes études (Section des sciences philosophiques et historiques), lui attribue la chaire d'assyriologie. André Parrot lui demande de participer au déchiffrement des tablettes de Mari (Syrie).
Ses publications scientifiques lui confèrent une renommée internationale de premier plan que viennent appuyer des ouvrages de référence comme Naissance de Dieu : la Bible et l'historien ; Mésopotamie : l'écriture, la raison et les dieux ; Lorsque les dieux faisaient l'homme : mythologie mésopotamienne, ainsi que sa traduction de l’Épopée de Gilgamesh.

### Principaux ouvrages
- La Religion babylonienne, Paris, PUF, 1952
- Le Problème du mal en Mésopotamie ancienne : prologue à une étude du « Juste souffrant », Paris, L'Arbresle, 1977
- L'Épopée de la création, Paris, L'Arbresle, 1979
- Mythe et rite de Babylone, Paris, Champion, 1985
- Naissance de Dieu : la Bible et l’historien, Paris, Gallimard, 1986
- Mésopotamie : l’écriture, la raison et les dieux, Gallimard, 1987
- Initiation à l’Orient ancien : de Sumer à la Bible, Paris, Le Seuil, 1992
- L’Épopée de Gilgamesh : le grand homme qui ne voulait pas mourir, Paris, Gallimard, 1992
- Babylone : À l'aube de notre culture, coll. « Découvertes Gallimard / Histoire » (no 230), Paris, Gallimard, 1994
- Babylone et la Bible : entretiens avec Hélène Monsacré, Paris, Les Belles Lettres, 1994
- La Plus Vieille Religion : en Mésopotamie, Paris, Gallimard, 1998
- La Plus Vieille Cuisine du monde, Paris, Louis Audibert, 2002
- Au commencement étaient les dieux, Paris, Pluriel, 2004

### En collaboration
- Avec Samuel Noah Kramer, Lorsque les dieux faisaient l’homme : mythologie mésopotamienne, Paris, Gallimard, 1989
- Avec Marie-Joseph Stève, Il était une fois la Mésopotamie, coll. « Découvertes Gallimard / Archéologie » (no 191), Paris, Gallimard, 1993
- Avec Jean-Pierre Vernant et Clarisse Herrenschmidt, L’Orient ancien et nous : l'écriture, la raison et les dieux, Paris, Albin Michel, 1996
- Avec Joseph Moingt et Marc-Alain Ouaknin, La Plus Belle Histoire de Dieu : qui est le dieu de la Bible ?, Paris, Le Seuil, 1997